# Louis Zimmermann
Louis Zimmermann   (Groningen, 19 de juliol de 1873 - Amsterdam, 6 de març de 1954) fou un violinista i concermeister neerlandès.

## Biografia
Va néixer en el si d'una família musical. El seu pare, nascut a Alemanya (Dannenbuttel), Heinrich Christian Ludwig Zimmermann († 1912), va ser professor de música i trompetista, a més de violinista de lorquestra De Harmonie a Groningen. La seva mare era Catharina Maria Dassel (1843-1909), filla del també professor de música. La seva germana Sophia Christina Zimmermann va ser cantant i pianista durant un temps. Es va casar amb Ragnhild Fredrikke Sophie Andersen el 1899 a Nijkjöbig (Dinamarca), de qui es va divorciar el 1903. Després es va casar amb Maria Chits (1873-1942), germana del violinista Boris Lensky (nom real John / Jonas Chits). El fill Louis Jacques es va convertir en economista.

## La vida musical
Va rebre la seva educació musical del seu pare. Més tard va ser aprenent de Christiaan Poortman (encara a Groningen, classes de violí) i de Constantijn Muller (teoria musical). Va rebre formació addicional des de 1890 a Leipzig. Hans Sitt i Carl Reinecke van ser els seus professors allà. Va rebre la beca "Robert Schumann". Després de prendre classes amb Eugène Ysaÿe, va marxar a Hamburg i Darmstadt per convertir-se en concertista. Poc després, el 1899, va ser contractat per actuar com a segon concertista al Concertgebouw orkest d'Amsterdam, al costat d'André Spoor. Durant el seu debut el 26 d'octubre de 1899, va ser solista a lEin Heldenleben de Richard Strauss.
Durant tot aquest temps també va actuar com a solista a ciutats europees i gràcies a diverses actuacions a Londres va ser nomenat professor de la Royal Academy of Music (1904-1910 i esdevingut membre honorari). En aquest darrer any es va convertir en el primer concertista de lorquestra simfònica d'Amsterdam com a successor de Christiaan Timmner, que va marxar amb una baralla i també va ser professor titular del Conservatori d'Amsterdam. També va formar part del sextet i trio de lOrquestra Concertgebouw, aquest darrer amb Jaap Spaanderman i Marix Loevensohn. Actuaria més de 400 vegades com a solista amb aquesta orquestra. Després d'anunciar la seva marxa el març de 1940, Ferdinand Helmann el succeí en la nova temporada de concerts.
Poc després se li va lliurar una medalla commemorativa. Després d'aquesta jubilació, Zimmermann actuava sovint amb la Residentie Orkest, lOrquestra Filharmònica de Rotterdam i altres orquestres municipals (Haarlem, Groningen, Arnhem). El 1943 va tornar al Concertgebouw una vegada més per interpretar el Concert per a violí de Johannes Brahms.
Zimmermann tocava un violí Vuillaume, des de llavors anomenat violí "Zimmermann Vuillaume".
Entre els seus estudiants hi ha Co van Beinum i Piet A. van Mever. Alphons Diepenbrock va dedicar el seu Himne a Louis Zimmermann. Juntament amb Joseph Holbrooke, Zimmermann va oferir l'estrena mundial de la sonata per a violí de Holbrooke/sonata per a violí opus 6. Els sons de violí de Zimmermann també s'han conservat a l'època dels discos compactes, amb enregistraments del Concert per a violí de Beethoven i obres de Bach (juntament amb Helmann).

## Es van publicar diverses composicions
- Concert de violí, interpretat almenys set vegades al Concertgebouw
- Introducció i rondó, interpretat almenys quatre vegades al Concertgebouw
- Quartet de cordes
- Tres cadències escrites per al concert per a violí de Ludwig van Beethoven
- Una cadència escrita per al concert per a violí de Brahms
- Variacions sobre "Tot i que el nostre petit príncep és tan petit"

L'Institut de Música dels Països Baixos té més de 300 dels seus manuscrits en el arxiu.

## Diversos
Zimmermann va rebre diversos premis. Se li va concedir la Medalla de les Arts i les Ciències adscrita a l'Ordre de la Casa d'Orange, va ser oficial de l'Orde d'Oranje Nassau (1933), oficial de l'Orde de Leopold, cavaller de la Legió d'Honor i Officier de l'instruction publique. També tenia la medalla d'honor de plata xapada en or de la ciutat d'Amsterdam.
Va ser incinerat a Westerveld. Willem van Schaik, Félicien Bobeldijk i Herman Moerkerk el van retratar en dibuixos i pintura. Schiedam té un Louis Zimmermannplein al barri dels seus compositors.